# Amherstburg
Amherstburg è un comune del Canada, situato nella provincia dell'Ontario, nella contea di Essex.